# Graveyard Island
Graveyard Island is een onbewoond eiland in de Labradorzee dat deel uitmaakt van de Canadese provincie Newfoundland en Labrador.

## Toponymie
Graveyard Island betekent in het Engels letterlijk "kerkhofeiland". Het eiland stond voorheen ook bekend als Thomas Island. De Inuitnaam van het eiland is Allavik.

## Geografie

### Ligging
Graveyard Island ligt in het noorden van de regio Labrador in de eilandrijke wateren direct ten noorden van de Kiglapait Mountains. Het ligt 2,5 km ten zuiden van van Kikiktaksoak Island en 2,5 km ten noorden van het vasteland van Labrador. Ten zuidoosten van Graveyard Island ligt nog een kleine archipel waarvan Beachy Island (1,4 km²) het grootste eiland is.
Op de 22 km naar het noordnoordwesten toe gelegen Okak Islands bevonden zich twee nederzettingen die bewoond waren tot in de jaren 1950. De dichtstbij gelegen bewoonde plaats is sindsdien de ruim 70 km ten zuiden van Graveyard Island gelegen gemeente Nain.

### Omschrijving
Het 7,7 km² metende eiland is langs zijn west-oostas 4 km lang en heeft een maximale breedte van 3 km. Graveyard Island heeft een steile kustlijn en het hoogste punt bevindt zich 305 meter boven de zeespiegel.